# Sohatu (okręg Călărași)
Sohatu – wieś w Rumunii, w okręgu Călărași, w gminie Sohatu. W 2011 roku liczyła 1933 mieszkańców.